# Moussa Sissoko
Moussa Sissoko (n. 16 august 1989) este un fotbalist francez care evoluează în Premier League la clubul Watford FC și la echipa națională de fotbal a Franței pe postul de mijlocaș.

## Internațional
La 10 octombrie 2017.
| Franța |         |        |
| Sezon  | Meciuri | Goluri |
| 2009   | 2       | 0      |
| 2010   | 1       | 0      |
| 2011   | 0       | 0      |
| 2012   | 3       | 0      |
| 2013   | 7       | 0      |
| 2014   | 14      | 1      |
| 2015   | 7       | 0      |
| 2016   | 16      | 0      |
| 2017   | 3       | 1      |
| Total  | 53      | 2      |

## Goluri internaționale
| #  | Data         | Stadion                                       | Oponent | Scor | Rezultat | Competiția                         |
| -- | ------------ | --------------------------------------------- | ------- | ---- | -------- | ---------------------------------- |
| 1. | 20 June 2014 | Itaipava Arena Fonte Nova, Salvador, Brazilia | Elveția | 5–0  | 5–2      | Campionatul Mondial de Fotbal 2014 |